# Tillières-sur-Avre
Tillières-sur-Avre település Franciaországban, Eure megyében. Lakosainak száma 1037 fő (2022. január 1.). Tillières-sur-Avre Montigny-sur-Avre községgel határos.

## Népesség
A település népessége az elmúlt években az alábbi módon változott:
| Lakosok száma | 1163 | 1174 | 1185 | 1211 | 1135 | 1098 | 1081 | 1069 | 1059 | 1037 |
|               | 1968 | 1982 | 1990 | 2006 | 2013 | 2015 | 2017 | 2019 | 2020 | 2022 |